# Matelea harlingii
Matelea harlingii är en oleanderväxtart som beskrevs av G. Morillo. Matelea harlingii ingår i släktet Matelea och familjen oleanderväxter. Inga underarter finns listade i Catalogue of Life.